# Diga di Managawa
La diga di Managawa (真名川ダム?, Managawa damu) è una diga vicino alla città di Fukui, nella prefettura omonima, in Giappone.